# Онгамон
Онгамон (фр. Angomont) насеље је и општина у североисточној Француској у региону Лорена, у департману Мерт и Мозел која припада префектури Линевил.
По подацима из 2011. године у општини је живело 96 становника, а густина насељености је износила 5,56 становника/km². Општина се простире на површини од 17,28 km². Налази се на средњој надморској висини од 420 метара (максималној 660 m, а минималној 338 m).

## Демографија
| 1962. | 1968. | 1975. | 1982. | 1990. | 1999. | 2011. |
| ----- | ----- | ----- | ----- | ----- | ----- | ----- |
| 117   | 118   | 112   | 88    | 87    | 90    | 96    |

График промене броја становника у току последњих година